# Cantonul Woippy
Cantonul Woippy este un canton din arondismentul Metz-Campagne, departamentul Moselle, regiunea Lorena, Franța.

## Comune
| Comune              | Populație (1999) | Cod poștal | Cod INSEE |
| ------------------- | ---------------- | ---------- | --------- |
| Le Ban-Saint-Martin | 4 257            | 57050      | 57049     |
| Longeville-lès-Metz | 3 792            | 57050      | 57412     |
| Lorry-lès-Metz      | 1 550            | 57050      | 57415     |
| La Maxe             | 867              | 57140      | 57452     |
| Moulins-lès-Metz    | 5 105            | 57160      | 57487     |
| Plappeville         | 2 112            | 57050      | 57545     |
| Scy-Chazelles       | 2 708            | 57160      | 57642     |
| Woippy              | 13 079           | 57140      | 57751     |